# Park Ridge (Wisconsin)
Park Ridge és una població dels Estats Units a l'estat de Wisconsin. Segons el cens del 2000 tenia 488 habitants.

## Demografia
Segons el cens del 2000, Park Ridge tenia 488 habitants, 211 habitatges, i 147 famílies. La densitat de població era de 856,4 habitants per km².
Dels 211 habitatges en un 23,7% hi vivien nens de menys de 18 anys, en un 63% hi vivien parelles casades, en un 5,7% dones solteres, i en un 29,9% no eren unitats familiars. En el 27,5% dels habitatges hi vivien persones soles el 13,3% de les quals corresponia a persones de 65 anys o més que vivien soles. El nombre mitjà de persones vivint en cada habitatge era de 2,31 i el nombre mitjà de persones que vivien en cada família era de 2,83.
Per edats la població es repartia de la següent manera: un 20,5% tenia menys de 18 anys, un 3,9% entre 18 i 24, un 21,7% entre 25 i 44, un 29,5% de 45 a 60 i un 24,4% 65 anys o més.
L'edat mediana era de 48 anys. Per cada 100 dones de 18 o més anys hi havia 93 homes.
La renda mediana per habitatge era de 57.031 $ i la renda mediana per família de 70.962 $. Els homes tenien una renda mediana de 46.250 $ mentre que les dones 28.500 $. La renda per capita de la població era de 28.074 $. Cap de les famílies i el 0,8% de la població estaven per davall del llindar de pobresa.

## Poblacions més properes
El següent diagrama mostra les poblacions més properes.